# Stompin' Tom Connors
Charles Thomas « Stompin' Tom » Connors (né le 9 février 1936 à Saint-Jean et mort le 6 mars 2013  à Peterborough, Ontario) est un auteur-compositeur-interprète canadien de musique folk et country. 

## Biographie
Stompin' Tom Connors est connu pour être l'auteur de The Hockey Song, particulièrement populaire auprès des amateurs de hockey nord-américains et souvent jouée durant les matchs de la LNH.
Il est mort le 6 mars 2013 à l'âge de 77 ans de causes naturelles.

## Discographie

### Albums
(liste partielle)
- 1967 The Northlands' Own Tom Connors
- 1969 On Tragedy Trail
- 1970 Bud the Spud and Other Favourites
- 1970 Stompin' Tom Meets Big Joe Mufferaw
- 1970 Merry Christmas Everybody
- 1971 Live at the Horseshoe
- 1972 My Stompin' Grounds
- 1972 Love & Laughter
- 1973 Stompin' Tom and the Hockey Song
- 1973 To It and at It
- 1974 Across This Land with Stompin' Tom Connors [live]
- 1974 Stompin' Tom Meets Muk Tuk Annie
- 1975 The North Atlantic Squadron
- 1975 The Unpopular Stompin' Tom Connors
- 1976 Stompin' Tom at the Gumboot Cloggeroo
- 1985 Stompin' Tom Is Back to Assist Canadian Talent
- 1994 Fiddle and Song
- 1995 Stompin' Tom and the Moon Man Newfie
- 1995 Northlands Zone
- 1995 The Unpopular Stompin' Tom Connors
- 1995 Long Gone to the Yukon
- 1996 More of the Stompin' Tom Phenomenon
- 1996 Once Upon a Stompin' Tom
- 1997 Believe In Your Country
- 1997 Long Gone To The Yukon
- 1997 The Confederation Bridge
- 1999 Move Along With Stompin' Tom
- 2002 An Ode For The Road
- 2004 Stompin' Tom & The Hockey Mom Tribute

### Compilations
- 1971 The Best of Stompin' Tom Connors
- 1972 Stompin' Tom Connors Sings 60 Old Time...
- 1973 Northlands Zone
- 1976 Stompin' Tom Sings 60 More Old Time Favorites
- 1978 Pistol Packin' Mama
- 1978 Bringing Them Back
- 1990 A Proud Canadian
- 1993 Dr. Stompin' Tom, Eh?
- 1993 K.I.C. Along with Stompin' Tom
- 1998 25 of the Best Stompin' Tom Souvenirs
- 2001 And the Moon Man/Unpopular
- 2001 Sings Canadian History
- 2006 Live Concert (DVD)